# Aszcídiák

Az aszcídia lárva szervei, német szöveggel:
1: Ingestionsöffnung;
2: Haftpapillen;
3: Pharynx (Kiemendarm);
4: Magen;
5: Darm;
6: Chorda dorsalis;
7: Neuralrohr;
8: Peribranchialraum;
9: Egestionsöffnung

Az aszcídiák (Ascidiacea) a gerinchúrosok (Chordata) törzsében az előgerinchúrosok (Tunicata) altörzsének egyik osztálya. Bár morfológiai alapon testvércsoportjaiként írták le, egyes szerzők ide sorolják például a Thaliacea és Appendicularia kládot.

## Származásuk, elterjedésük
A gerinctelenektől a gerincesek felé vezető fejlődési sor leszármazottai; ami főként lárváik felépítésén látható.

## Megjelenésük, felépítésük
Lárvakorukban farkuk és gerinchúrjuk van.
A kifejlett állat testét cellulóztok veszi körül – ennek anyagát korábban tunicinnak is nevezték.

## Életmódjuk, élőhelyük
Tengeri állatok. Lárvakorukban szabadon úsznak; letelepedve elveszítik farkukat és gerinchúrjukat. Többségük helyben ülő – ezek között magányosak és telepesek is akadnak. Néhány faj felnőtt korában is szabadon úszó.

## Szaporodása
Minden állatnak van hím és női ivarszerve is; utóbbiban nagy petéket termel. A megtermékenyítés belső, de két állat „dolgozik” együtt. A mozgékony, ebihal alakú lárvák addig úsznak, amíg megfelelő helyet nem találnak, ott aztán letelepednek, és kifejlett állattá alakulnak.